# The Naked Face
 The Naked Face és una pel·lícula estatunidenca dirigida per Bryan Forbes, estrenada el 1984, basada en la novel·la del mateix títol de Sidney Sheldon de 1970.
Encara que la pel·lícula va ser produïda i estrenada el 1984 Sidney Sheldon va escriure la seva novel·la el 1970, abans que la descripció psicològica es convertís en un mètode àmpliament acceptat de treball en el món forense.

## Argument
El psiquiatre Judd Stevens (Roger Moore) és sospitós d'haver assassinat un dels seus pacients. Aquest apareix tanmateix en el centre de la ciutat, profundament espantat. El doctor Stevens intenta convèncer la policia que no té res a veure amb el que ha ocorregut, però la policia no el creu. Per això no li queda més remei que tractar de trobar els criminals pel seu compte i lliurar-los a la policia.

## Repartiment
| Actor         | Paper            |
| ------------- | ---------------- |
| Roger Moore   | Dr. Judd Stevens |
| Rod Steiger   | Tinent McGreavy  |
| Elliott Gould | Angeli           |
| Art Carney    | Morgens          |
| Anne Archer   | Ann Blake        |
| David Hedison | Dr. Peter Hedley |
| John Kapelos  | Frank            |